# Tatjana Maximowna Birschtein
Tatjana Maximowna Birschtein (russisch Татьяна Максимовна Бирштейн; * 20. Dezember 1928 in Leningrad, Sowjetunion; † 23. Februar 2022 in Sankt Petersburg, Russland) war eine sowjetische bzw. russische Physikerin und Hochschullehrerin.

## Leben

### Herkunft und Familie
Birschteins Vater war der jüdische Arzt Max (Morduch) Mironowitsch Birschtein (1885–1949), der aus Brest-Litowsk stammte und an der Kaiserlichen Universität Dorpat studiert hatte. Ihre Mutter Marija Israilewna geborene Babina (1897–1987) aus Mogiljow war Lungenärztin.
Birschtein war mit dem Physiker Dawid Naumowitsch Mirlin (1925–2008) verheiratet. Ihre Kinder sind die Programmiererin Jelena Dawidowna Mirlina (* 1958) und der Physiker Alexander Dawidowitsch Mirlin (* 1962), Professor am Karlsruher Institut für Technologie.

### Werdegang
Nach Beginn des Deutsch-Sowjetischen Kriegs wurde Birschtein mit einer von einer Verwandten geführten Schule in ein Dorf in der Oblast Nowgorod evakuiert nach einem alten Evakuierungsplan aus dem Finnischen Krieg. Als die Front sich näherte, holte ihre Tante sie zurück, so dass sie kurz vor Beginn der Leningrader Blockade zurückkam und so im blockierten Leningrad blieb. Ihr Vater wurde eingezogen und arbeitete in einem Leningrader Lazarett. Ihre Mutter war Abteilungsleiterin in einem Tuberkulose-Institut im Stadtzentrum in der Nähe ihrer Wohnung. Die Wasserversorgung brach zusammen, die Kanalisation funktionierte nicht mehr, und die Lebensmittelrationen wurden immer kleiner. Sie lebte dann mit ihrer Mutter im Zimmer ihres Vaters im Lazarett und half dort. Die Schule schloss sie mit einer Goldmedaille ab.
Birschtein studierte ab 1946 an der Universität Leningrad (LGU) mit Abschluss 1951. Ihre Lehrer waren Wiktor Nikolajewitsch Zwetkow und Wladimir Iwanowitsch Krylow. Wegen ihrer jüdischen Herkunft konnte sie nicht als Wissenschaftlerin an der Universität arbeiten und wurde als Ingenieurin zu Fabriken in der Umgebung Leningrads geschickt, wo man sie nicht brauchte. Zurück in Leningrad arbeitete sie drei Jahre lang in einem Konstruktionsbüro. Erst nach dem Tode Stalins konnte sie 1954 die Aspirantur am Leningrader Staatlichen Herzen-Institut für Pädagogik (LGPI) bei Michail Wladimirowitsch Wolkenstein antreten, die sie 1958 abschloss.
1958 begann Birschtein im Institut für hochmolekulare Verbindungen der Akademie der Wissenschaften der UdSSR (AN-SSSR, seit 1991 Russische Akademie der Wissenschaften, RAN) bei Wolkenstein zu arbeiten. In den 1970er Jahren ging Wolkenstein nach Puschtschino, um in der Molekularbiologie und -physik zu arbeiten. Birschtein hatte auch einen Ruf nach Puschtschino, aber ihrer Familie wegen blieb sie in Leningrad. 1986 wurde Birschtein wissenschaftliche Senior-Mitarbeiterin des Instituts für hochmolekulare Verbindungen der AN-SSSR. 1991 wurde sie zur Professorin des Lehrstuhls für molekulare Biophysik der physikalischen Fakultät der Universität St. Petersburg (SPbGU) ernannt.
Birschteins Forschungsgebiet war die Statistische Physik der Polymer-Systeme. Schwerpunkte waren die Phasenübergänge, die Adsorption, Polymer- und Polyelektrolyt-Systeme, sich selbstorganisierende Block-Copolymere, Flüssigkristallstrukturen in Polymer-Systemen und Polymerbürsten.

## Ehrungen, Preise
- Medaille „Für die Verteidigung Leningrads“ (1944)
- Soros-Professur (1994–1995, 1996, 1997, 1998)
- Verdiente Wissenschaftlerin der Russischen Föderation (1998)
- Verdiente Soros-Professorin (2000)
- UNESCO-L’Oréal-Preis (2007)[4]
- Kargin-Preis der RAN (2008)